# Camanchaca (género)
Camanchaca es un género de hongos liquenizados en la familia Roccellaceae.